# Avengers Arena
Avengers Arena — серия комиксов, которую в 2012—2013 годах издавала компания Marvel Comics в рамках Marvel NOW!. Повествует о 16 молодых героях из вселенной Marvel, которые попали на реалити-шоу в жанре «убей или будь убитым».

## Коллекционные издания
| №                       | Название                | Дата выхода      | Собранный материал    | Кол-во страниц | ISBN           | Предполагаемый объём продаж (первый месяц) |
| ----------------------- | ----------------------- | ---------------- | --------------------- | -------------- | -------------- | ------------------------------------------ |
| 1                       | Kill or Die             | 8 мая 2013       | Avengers Arena #1-6   | 144            | 978-0785166573 | 2 416, позиция в Северной Америке — 35     |
| 2                       | Game On                 | 11 сентября 2013 | Avengers Arena #7-12  | 144            | 978-0785166580 | 1 907, позиция в Северной Америке — 38     |
| 3                       | Boss Level              | 15 января 2014   | Avengers Arena #13-18 | 136            | 978-0785189282 | 1 664, позиция в Северной Америке — 38     |
| The Complete Collection | The Complete Collection | 11 сентября 2018 | Avengers Arena #1-18  | 408            | 978-1302911850 | 547, позиция в Северной Америке — 212      |

## Отзывы
На сайте Comic Book Roundup серия имеет оценку 7,5 из 10 на основе 157 рецензий. Джошуа Йел из IGN дал первому выпуску 7,3 балла из 10 и похвалил художника Кева Уокера. Грек Макэлхаттон из Comic Book Resources посчитал, что дебют был посредственным. Дэвид Пепос из Newsarama поставил первому номеру оценку 8 из 10 и назвал кровавость комикса его преимуществом, также похвалив художника.